# Boston-Marathon 1941
| 45. Boston-Marathon    | 45. Boston-Marathon        |
| ---------------------- | -------------------------- |
| Stadt                  | Boston, Vereinigte Staaten |
| Datum                  | 19. April 1941             |
| Distanz                | 41,1 – 42,2 Kilometer      |
| Sieger                 |                            |
| Männer                 | Leslie Pawson (2:30:38 h)  |
| ← Boston-Marathon 1940 | Boston-Marathon 1942 →     |
| Website                | Offizielle Website         |

Der Boston-Marathon 1941 war die 45. Ausgabe der jährlich stattfindenden Laufveranstaltung in Boston, Vereinigte Staaten. Der Marathon fand am 19. April 1941 statt. Die Laufdistanz betrug zwischen 41,1 und 42,2 Kilometer.
Es gewann Leslie Pawson in 2:30:38 h.

## Ergebnis
| Platz | Athlet               | Land               | Zeit (h) |
| ----- | -------------------- | ------------------ | -------- |
| 01    | Leslie Pawson        | Vereinigte Staaten | 2:30:38  |
| 02    | Johnny Kelley        | Vereinigte Staaten | 2:31:26  |
| 03    | Don Heinicke         | Vereinigte Staaten | 2:35:40  |
| 04    | Gérard Côté          | Kanada             | 2:37:59  |
| 05    | Bernard Joseph Smith | Vereinigte Staaten | 2:40:32  |
| 06    | Fred McGlone         | Vereinigte Staaten | 2:40:44  |
| 07    | Andre J. Brunelle    | Vereinigte Staaten | 2:43:28  |
| 08    | Jock Semple          | Vereinigte Staaten | 2:47:26  |
| 09    | Paul Donato          | Vereinigte Staaten | 2:49:02  |
| 10    | Joe Kleinerman       | Vereinigte Staaten | 2:50:48  |